# Iowa Film Critics Association
 (signalé en mai 2025).
Si vous disposez d'ouvrages ou d'articles de référence ou si vous connaissez des sites web de qualité traitant du thème abordé ici, merci de compléter l'article en donnant les références utiles à sa vérifiabilité et en les liant à la section « Notes et références ».
- Archive Wikiwix
- Bing
- Cairn
- DuckDuckGo
- E. Universalis
- Gallica
- Google
- G. Books
- G. News
- G. Scholar
- Persée
- Qwant
- (zh) Baidu
- (ru) Yandex
- (wd) trouver des œuvres sur Wikidata

L’Iowa Film Critics Association (IFCA) est une association américaine de critiques de cinéma, basée dans l'Iowa aux États-Unis et fondée en 2003.
Elle remet chaque année les Iowa Film Critics Association Awards (IFCA Awards), qui récompensent les meilleurs films de l'année.

## Catégories de récompense
- Meilleur film
- Meilleur réalisateur
- Meilleur acteur
- Meilleure actrice
- Meilleur acteur dans un second rôle
- Meilleure actrice dans un second rôle
- Meilleur film d'animation
- Best Film That Has Yet to Open In Iowa